# Xã Wing, Quận Burleigh, Bắc Dakota
Xã Wing (tiếng Anh: Wing Township) là một xã thuộc quận Burleigh, tiểu bang Bắc Dakota, Hoa Kỳ. Năm 2010, dân số của xã này là 27 người.